# Моховая (Липецкая область)
Мохова́я — покинутая деревня в Лебедянском районе Липецкой области примерно в трех километрах от села Грязновка. Некогда относилась к приходу церкви села Грязновка. Деревня была основана в начале XIX века и прекратила своё существование в конце 60-х гг. XX века.
Деревня основана дворянином, капитан-лейтенантом флота Константином Антоновичем Богдановичем. Ему принадлежало 545 десятин земли. Также он владел 390 десятинами в деревне Талицкой Краснинской волости. Землю в Талицкой он сдавал в аренду.
В начале XX века Богданович умер, а его владения перешли к наследникам: жена Юлия Сергеевна владела д. Талицкой, дочери Елизавета и Александра владели деревней Моховая.
В документах 1900 года упоминается ещё одна дворянская фамилия — жена помещика Никанора Григорьевича Наумова — Александра Константиновна Наумова. Она крестила детей в деревне Моховая.
Дядя Никанора Григорьевича Наумова Дмитрий Васильевич был конезаводчиком и содержал скаковых лошадей. Участвовал на многих скачках в России. Его любимец, конь Мир, брал все призы на скачках. Помещику иногда приходилось даже перекрашивать коня, чтобы выставлять на скачки, так как многие соперники были против него.
Помещик очень любил этого коня, поэтому, когда конь пал, Дмитрий Васильевич похоронил его со всеми наградами в отдельном склепе рядом с усадьбой.
Октябрьская революция уничтожила усадьбу в деревне Моховая. Вот что писали газеты того времени:
1 августа 1917 года. В имении Наумова Куйманской волости толпа крестьян в 50 - 60 человек поделила имущество, увела четырех призовых лошадей
В Лебедянском уезде разгромлено и сожжено имение помещика Наумова в трех верстах от с. Грязновки... из имения Наумова вывезено одного хлеба около 7 тысяч пудов. От этого имения ровно ничего не осталось
В настоящее время на месте усадьбы остался одичавший старый плодовый сад. Пруды усадьбы заброшены, плотины сорваны.